# Слобідка (Косівський район)
Слобі́дка (пол. — Słobódka, нім. — Slobodka) —  село в Україні, у Кутській селищній громаді Косівського району Івано-Франківської області. Територія села розташована на межі історико-географічного регіону Покуття, у підніжжі Карпат. Зі східної сторони протікає річка Черемош.

## Географія
Територія села розташована в історико-географічному регіоні Покуття, в межах Покутської височини. З східної сторони протікає річка Черемош, за якою розташована Буковина. З західної сторони - ліс "Зруб". З південної сторони починаються Покутсько-Буковинські Карпати.

## Назва
Слобода́, слобідка, свобода — у Східній Європі XVI—XVIII століття різновид поселення-колонії. У домодерній Україні — козацька колонія або новозасноване поселення з власним самоврядуванням, мешканців якого власник (держава, церква і магнати) звільняв на деякий час (зазвичай 15—25 років) від виконання повинностей (оплати чиншів тощо). Ці пільги надавалися власниками маєтків, щоб притягнути селян з інших місцевостей. По закінченні терміну пільг поселенці втрачали свою незалежність, хоч інколи користувалися ще деякими полегшеннями. Найбільше слобід постало у першій половині XVII ст. на Право- й Лівобережжі.
У Польщі подібні поселення називалися Волями (Wola), як наприклад Воля-Баранецька що у Львівській області, у чеським землях мали назву Лгота (Lhota).

## Історія

### Польський період
Село Слобідка було засноване ще в 1448 році.
В ті часи село входило до складу Королівства Польського та пізніше Речі Посполитої.
На рубежі XV та XVI століть Покуття та Слобідка було полем битв між Королівством Польським та васалом Османської імперії Молдавським князівством.
Жителі Слобідки та навколишніх поселень зазнавали частих наїздів османсько-татарських нападників, які постійно дошкуляли у XVI—XVII ст. Особливо великої шкоди зазнало населення під час нападів ворогів у 1621—1624 роках. У часі польсько-турецької війни (1676) Слобідка дуже постраждала і з лоборовому реєстрі польської Корони 1677 р. значиться знищеним селом. Окрім нього, розорено і сусідні села, які теж були звільнені від сплати податків державі, зокрема поголовного.  В урочищі «Рипа», розташована «Турецька могила». Спокій від османсько-татарських набігів настав вже на початку XVIII столітті, після укладання Карловицького миру.
У XVIII столітті в цьому місці діяла човнова переправа та пристань на річці Черемош, відома як «Слобідська пристань». Тут здійснювалося завантаження комерційного вантажу на баржі, дараби та інші плавзасоби.
За переказами старожилів відомо, що на початку XVIII століття село Слобідка нараховувало лише 8 дворів, будучи окремою адміністративною одиницею. До середини XVIII століття кількість жителів збільшувалась — вони заселяли вільну територію, якої було вдосталь. У 1750 році за благодійні пожертви з сусідніх сіл і силами місцевої громади збудували маленьку дерев’яну церкву, куди люди приходили молитися.

### Австрійський період
З 1772 року в результаті Першого поділу Речі Посполитої село відійшло до складу Габсбурзької монархії (Австрійська, Австро-Угорська Імперія).
Між 1772 та 1775 роками розміщувався адміністративно-військовий пункт. Згідно з місцевими джерелами, за розпорядженням графа С. Веселовського у селі було збудовано укріплення, військові казарми, митний пункт і водяний млин. До будівництва залучали інженерів, які приїхали з Австріийської імперії (зокрема  майстрів на прізвища Гаврош, Лукинич і Смадич) та військові підрозділи. Ватричівське поле вздовж Черемошу використовувалося як навчальний полігон.
Після завершення будівництва частину земель було надано майстрам для заснування осель
Згадується також місцевий торговець на ім’я Дойда, який володів землями за Черемошем. Для зміцнення торговельних зв’язків із Галичиною, він поріднився з поселенцями Слобідки — четверо його синів одружилися з доньками місцевих мешканців. Внаслідок цього вздовж шляху Кути – Снятин було закладено нові садиби.
У 1787–1788 роках в межах Йозефінської метрики було здійснено облік земель і мешканців села Слобідка. Документ містить список господарів, кількість орної землі, садиб, городів, лук і пасовищ. Зафіксовано 33 домогосподарства. Родини – Бойчук (будинок 11); Мельник (будинки 13, 14, 24); Черкач (будинок 16); Чепига (будинки 17, 23); Федорук (будинок 18); Іванчук (будинок 19); Гук, Томащук (будинок 2); Смадич (будинок 20); Лукинич (будинки 21, 28); Луканюк, Сорохан (будинок 22); Гаврищук (будинки 9, 24, 29); Волощук (будинок 25); Томаповий (будинки 26, 27); Єредик (будинок 3); Луканюк (будинки 30, 33, 38); Луканчук (будинок 31); Марфейович (будинок 32); Хима (будинки 34, 39); Іванюк (будинок 35); Лазарук (будинки 5, 36); Бойко (будинок 6); Бойчук (будинок 7); Гук (будинок 8).
Також у кінці XIX століття про «Слобідську пристань» писав Григорій Купчанко в журналі «Наша родина» (Відень, 1897)

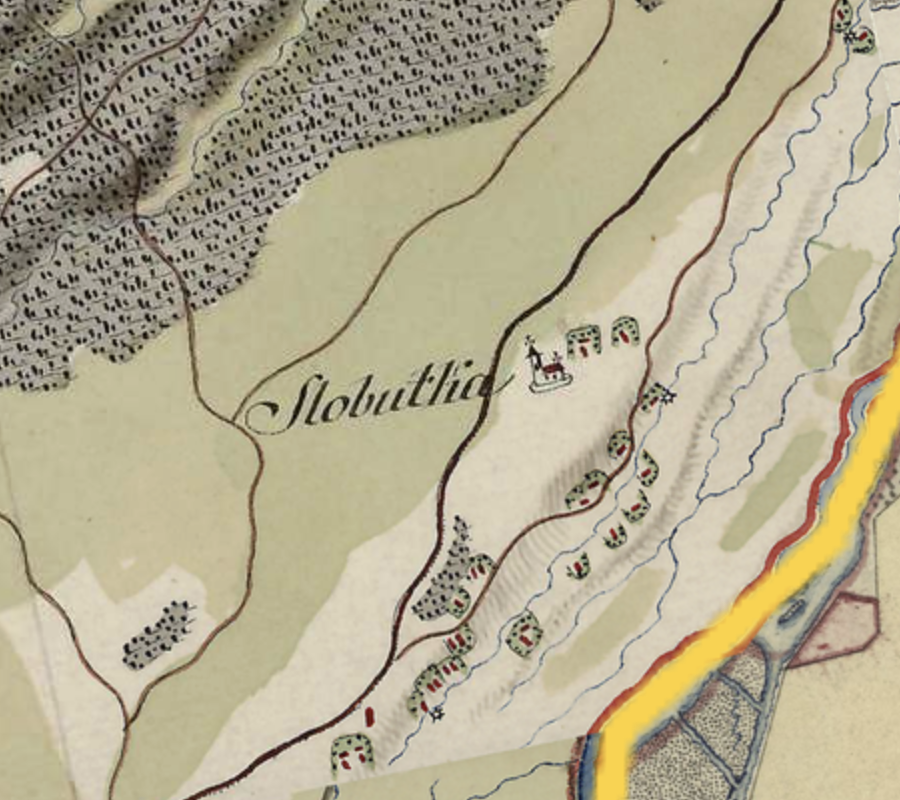
Мапа Слобідки 1779-1787

З кожним роком кількість жителів збільшувалась і до 1900 року виникла потреба у розширенні приміщення храму. Тож парафіяни продали церкву у с. Зеленів Вижницького району, а на отримані кошти і власні пожертви придбали велику церкву у с. Великому Рожині. Освячення нового храму в честь Успіння Пресвятої Богородиці і святителя Василія Великого відбулося 1903 року.

### Перша Світова Війна
В часи Першої Світової війни слобідчани воювали у лавах Австро-Угорська армії, 7 чоловіків загинули на полях битв. Між листопадом 1914 року та серпнем 1917 року село було окуповане Російською імперією, та входило до складу Галицько-Буковинського генерал-губернаторства.
У листопаді 1918 року у Львові була проголошена Західноукраїнська Народна Республіка. У Кутах відбулось «свято державності і миру» (віче) на підтримку дій уряду, на якому були присутні близько 15000 осіб — жителі Кутів та навколишніх сіл, в тому числі і Слобідки. Учасники віча вітали утворення української влади в особі уряду ЗУНР. У місті розміщувалася вишкільна сотня УСС, для якої місцеві ремісники шили одяг та виготовляли взуття.
В часи Польсько-української війни між травнем та серпнем 1919 року на короткий час село перебувало під окупацією румунських військ.

### Польський період
У часи Польської Республіки (1918—1939) по Черемошу проходив кордон з Румунським королівством, і тому на території села була прикордонна застава "Слобідка".

### Друга Світова Війна
В результаті Радянського вторгнення до Польщі, між вереснем 1939 року та червнем 1941 року село було окуповане СРСР, та входило до складу УРСР. Між липнем 1941 року та квітнем 1944 року село було окуповане Нацистською Німеччиною та входило до складу Дистрикту Галичина. За часів Другої Світової війни чоловіки воювали за різні сторони. Багато хлопців добровільно зголосився воювати в складі Української повстанської армії, за що потім були тяжко наказані виселеннями в Сибір. Багатьох примусово мобілізовували до складу Радянської армії восени 1944 року. Були й такі, що опинилися в лавах Першої Української дивізії Української національної армії, та в результаті емігрували в країни Заходу.
У 1976 р. встановлено пам’ятник полеглим під час Другої світової війни. На радянсько-німецькому фронті полягли 28 слобідчан. 11 жителів Слобідки загинули як вояки УПА. Були незаконно засуджені репресивними органами 9 чоловік.

### Радянський період
З приходом радянської влади церкву було примусово закрито. Лише неймовірними зусиллями селян з церкви не зробили побутовий склад. Так церква простояла закрита аж до розпаду СРССР, тільки в дев'яностих роках вона почала працювати знову.
У 1948 році відкрито будинок культури.

## Культура
Функціонує початкова школа.

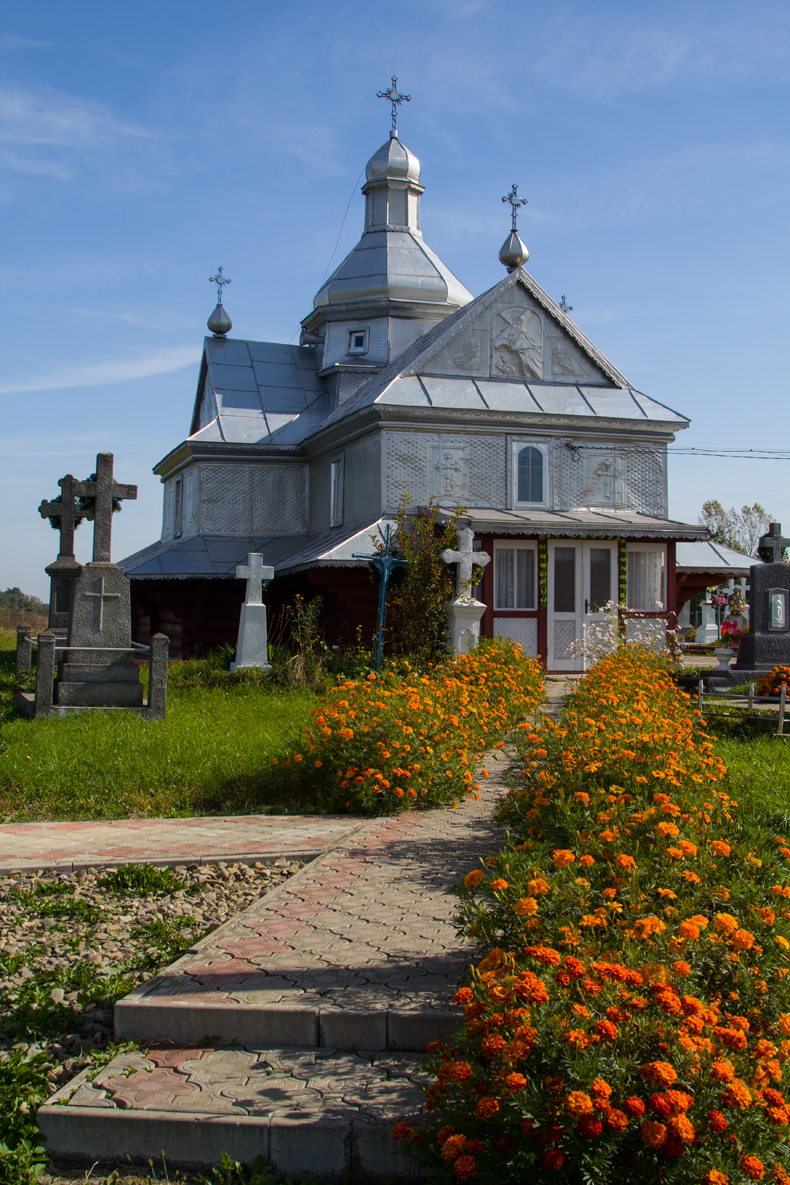
Церква Успіння Пресвятої Богородиці (ПЦУ)

Є 2 церкви - Церква Успіння Пресвятої Богородиці (належить до ПЦУ) та Церква Успіння Пресвятої Діви Марії (належить до УГКЦ).
Вже 20 років функціонує аматорський футбольний клуб "Черемош".

## Населення
Типові прізвища, які найчастіше в Україні зустрічаються саме у Слобідці (за даними інтернет-ресурсу https://ridni.org) - Девда, Лукинич, Петрищук, Смадич. Також популярними є Гавриш (походження подніпровське), Лазорик (походження старокутське).
Популярною спеціальністю слобідських чоловіків у минулому був сплав лісу по Черемошу. Цим займались до 1970-х років. Багато хат у Слобідці було побудовано на цьому дереві.

### Мова
Розподіл населення за рідною мовою за даними перепису 2001 року:
| Мова       | Кількість | Відсоток |
| ---------- | --------- | -------- |
| українська | 802       | 98.89%   |
| російська  | 5         | 0.62%    |
| білоруська | 3         | 0.37%    |
| німецька   | 1         | 0.12%    |
| Усього     | 811       | 100%     |

## Інфраструктура
Через село проходить автодорога Т-0904 Озеряни — Заболотів — Рожнів — Кути. Перебуває в занедбаному стані.
Станом на 2022 рік на території є 2 продуктові магазини, магазин будівельних матеріалів та відділення Нової Пошти.